# Saepta Julia
Saepta Julia  (pt: Septa Júlia ) era um local da Roma Antiga onde os cidadãos se reuniam para assembleias e votações. Foi concebido por Júlio César e dedicado por Marco Vipsânio Agripa em 26 a.C. Foi construído originalmente como um local para a assembleia tribal (comitia tributa) se reunir e lançar seus votos e substituiu uma estrutura mais antiga chamada Ovil, que servia à mesma função. A construção nem sempre manteve sua função original e foi utilizada para combates gladiatoriais por Augusto e depois serviu como mercado.

## História
A concepção da Saepta Julia começou na época de Júlio César (m. 44 a.C.). Localizado no Campo de Marte, foi construída em mármore e circundava um enorme espaço retangular (c. 300 x 95 metros) perto do Panteão. O edifício foi planejado por Júlio César que queria que ele fosse construído de mármore e tivesse um pórtico de uma milha, seguindo uma carta de Cícero ao seu amigo Ático sobre o projeto. O quadripórtico (um pórtico de quatro lados como o que foi utilizado para cercar a Septa Júlia) foi um elemento arquitetônico popularizado por César.
Depois que ele foi assassinado e como resultado do apoio popular ao líder morto, as obras continuaram em projetos que César havia planejado. Marco Emílio Lépido, que apoiava César e depois se aliou ao seu sucessor, Otaviano, assumiu os projetos. A construção foi finalmente terminada e dedicada por Marco Vipsânio Agripa em 26 a.C., que foi também o responsável pelas lajes de mármore esculpidas e as pinturas gregas. Ela é visível na Forma Urbis Romae, um mapa da cidade de Roma como ela se parecia no século III d.C. e parte da parede original ainda é visível perto do Panteão.

## Localização
| Planimetria do Campo de Marte central |
| --- |
| Termas de Nero Estádio de Domiciano Panteão Basílica de Netuno Termas de Agripa Estagno ? Odeão de Domiciano Ínsulas da época de Adriano Galpões militares? Galpões militares? Galpões militares? Septa Júlia Diribitório Pórtico dos Deuses Água Virgem Arco de Cláudio Pórtico de Vipsânia Quartel da I coorte dos vigiles Iseu Templo de Minerva Calcídica Altar de Marte Via Flamínia Via Flamínia Templo de Adriano Templo de Matídia Teatro de Pompeu Templos do Largo Argentina Pórtico de Minúcio Coluna de Marco Aurélio T. de M. Aurélio e Faustina (?) Arco de M. Aurélio (?) Coluna de Antonino Pio Ustrino de Faustina Maior Ustrino de Faustina Menor Via Reta Pórtico e Templo de Bom Evento Pórtico de Pompeu Arco Novo Pórtico de Meleagro Pórtico dos Argonautas Piazza della Rotonda Vila Pública |